# Entente démocratique et sociale
L’Entente démocratique et sociale (EDS) est un ancien parti politique de Nouvelle-Calédonie formé le 5 janvier 1972 par des dissidents non gaullistes de l'Union démocratique (UD, droite et anti-autonomiste, principal parti d'opposition à l'Union calédonienne et à Maurice Lenormand depuis sa création en 1968), emmenés par le maire de Nouméa Roger Laroque, le sénateur Henri Lafleur et son fils Jacques Lafleur.

## Formation
La création de l'EDS le 5 janvier 1972 fait suite à la prise de contrôle de l'Union démocratique par sa composante gaulliste, emmenée par Georges Chatenay, lors du congrès de Ponérihouen du 12 décembre 1971. Cela ravive les tensions politiques et personnelles qui divisent la droite néo-calédonienne depuis les années 1950 et qui s'étaient difficilement entendues pour créer un seul parti d'opposition à l'Union calédonienne (UC) en 1968. 
Les dissidents s'allient avec d'autres personnalités non-autonomistes, réunissant ainsi trois composantes traditionnelles de la droite néo-calédonienne :
- les conservateurs libéraux, proches nationalement des Républicains indépendants de Valéry Giscard d'Estaing, incarnés par Roger Laroque et Henri Lafleur,
- les démocrates chrétiens kanak ayant rompu avec l'UC en 1960 après avoir contribué à sa création en 1953, essentiellement des protestants de l'Association des indigènes calédoniens et loyaltiens français (AICLF) de Doui Matayo Wetta (ancien maire de Ponérihouen jusqu'en 1971) et Kiolet Néa Galet (chef de Ouanache à Touho) mais aussi des catholiques comme Michel Kauma (chef de Banout et Ouloup à Ouvéa),
- les agrariens et défenseurs des intérêts des Calédoniens européens (dits « Caldoches ») de « Brousse » (les Broussards), derrière l'ancien maire de Bourail Marcel Bordes, celui toujours en fonction de Hienghène Yves de Villelongue ou le conseiller territorial non issu de l'Union démocratique Roger Delaveuve (élu en 1967 sur une liste baptisée « Union des patentés et propriétaires fonciers »).

S'y ajoute quelques figures gaullistes, dont surtout le docteur Edmond Caillard (ancien conseiller territorial de 1957 à 1962, candidat aux élections législatives de 1967 et proche de l'AICLF et de Michel Kauma) et son frère l'homme d'affaires André Caillard, mais aussi des Européens issus de l'UC comme Luc Chevalier (conservateur du Musée territorial depuis 1947 et ancien conseiller territorial de 1957 à 1958 et de 1962 à 1967).  
Roger Laroque en prend la présidence, et Michel Kauma et Jacques Lafleur en sont les vice-présidents. À sa création, l'EDS compte 6 conseillers territoriaux sur 35, ce qui en fait la troisième formation de l'Assemblée territoriale derrière l'UC (11 élus) et le Mouvement libéral calédonien (MLC, créé par des dissidents « Caldoches » de l'UC autonomistes mais opposés au projet d'« autonomie interne » porté alors par Maurice Lenormand et qu'ils voient comme un premier pas vers l'indépendance, 7 sièges), et la seule à avoir des représentants issus des quatre circonscriptions électorales. Il s'agit de Roger Delaveuve, Lionel Cherrier et Michel Kauma dans le Sud, Roger Pêne dans l'Ouest, Kiolet Néa Galet dans l'Est et Léonard Waneissi Jié aux Îles.

## Les élections territoriales de 1972
La première expérience électorale de l'EDS sont les territoriales du 10 septembre 1972. Le parti présente des listes dans les quatre circonscriptions : dans le Sud (menée par Roger Laroque), dans l'Ouest (tirée par Roger Pêne), dans l'Est (avec Kiolet Néa Galet) et aux Îles (derrière Léonard Waneissi Jié). Elle obtient le meilleur score dans le Sud, devant le MLC et l'UC. Elle obtient en tout 7 des 35 sièges de l'Assemblée territoriale, dont 5 dans le Sud (Roger Laroque, Lionel Cherrier, Michel Kauma, Jacques Lafleur et Edmond Caillard), un dans l'Ouest (Roger Pêne) et un dans l'Est (Kiolet Néa Galet), ce qui en fait la deuxième force politique du Territoire derrière l'UC (12 élus).
Il s'associe avec les 5 MLC et les 4 UD pour porter Michel Kauma à la présidence de l'Assemblée territoriale le 26 septembre 1972 (tandis que Dick Ukeiwé, de l'UD, prend la présidence de la commission permanente le 25 janvier 1973). Pour l'élection du Conseil de gouvernement (l'exécutif local) le 4 octobre 1972, l'EDS se présente seul avec une liste menée par Jacques Lafleur, qui en est le seul élu parmi 5 conseillers de gouvernement. Il laisse ainsi son fauteuil à l'Assemblée territoriale à son suivant de liste dans le Sud, Petelo Manuofiua, qui est l'un des deux premiers Wallisiens et Futuniens à siéger au sein de cette institution (avec Poï Joseph Halahigano du MLC, devenu conseiller territorial le même jour et pour les mêmes raisons). Le 23 mars 1973, Kiolet Néa Galet abandonne son siège à son suivant de liste, le maire de Houaïlou Auguste Parawi-Reybas. Le 25 mars 1975, Lionel Cherrier, devenu sénateur, démissionne à son tour et est remplacé le lendemain par Luc Chevalier. 

## Les élections législatives de 1973, sénatoriales et présidentielles de 1974
Pour l'élection législative des 4 et 11 mars 1973, l'EDS forme un « Front contre l'autonomie » (sous-entendu contre l'autonomie interne) avec le MLC et l'Union démocratique gaulliste. Jean Lèques du MLC est candidat contre le député sortant (UC) Rock Pidjot, tandis que son suppléant est le directeur de l'agence de Lifou de la Banque de l'Indochine, proche de l'EDS, Marcel Wacapo. Arrivé en tête au premier tour (avec 16 050 voix contre 15 295 à Rock Pidjot), il se qualifie pour le second tour, mais perd alors avec 48,13 % des suffrages contre 51,87 % à Pidjot.      
Pour l'élection présidentielle de 1974, l'EDS apporte activement son soutien au candidat RI Valéry Giscard d'Estaing, comme le MLC. Il réalise le troisième score sur l'ensemble du Territoire avec 8 524 voix au premier tour, derrière le socialiste François Mitterrand (14 521, soutenu par l'UC) et le gaulliste Jacques Chaban-Delmas (9 575), mais le plus important à Nouméa où il réunit 40,46 % des suffrages contre 31,49 % à François Mitterrand. Au deuxième tour, alors qu'il l'emporte sur le plan national, Giscard est battu localement par 49,25 % des voix (mais 65,7 % à Nouméa) contre 50,75 au premier secrétaire du PS.
Lors de l'élection sénatoriale du 22 septembre 1974, Henri Lafleur est candidat à sa propre succession avec un seul adversaire, Maurice Lenormand de l'UC : il est réélu pour son troisième mandat consécutif (et le quatrième en tout) avec 135 voix sur 254 suffrages exprimés (53,15 %) et 255 grands électeurs inscrits. Il décède toutefois peu de temps après, le 13 octobre 1974, laissant son siège au Sénat à son suppléant Lionel Cherrier.

## Vers l'union du camp anti-indépendantiste
Au cours des années 1970, le clivage traditionnel sur la question de l'autonomie interne évolue : une partie de la droite et de l'EDS (comme Jacques Lafleur) se montre en effet de plus en plus favorable à une plus forte décentralisation. Mais surtout, c'est le thème de l'indépendance qui devient le sujet central : certains partis ont pris nettement position pour la séparation d'avec la France (l'Union multiraciale, devenu le Front uni de libération kanak ou FULK, de Yann Céléné Uregeï, dissident kanak de l'UC qui s'était pourtant allié avec la droite entre 1973 et 1975, ou encore le Parti de libération kanak dit Palika de Nidoïsh Naisseline, Élie Poigoune et Paul Néaoutyine), tandis qu'une jeune garde montante au sein de l'UC (les Mélanésiens Jean-Marie Tjibaou ou Éloi Machoro, mais aussi des Européens comme Pierre Declercq ou des métis comme François Burck) a déjà convaincu des « vieux » du parti (son président historique et député Rock Pidjot, Gabriel Païta) de prendre position pour l'indépendance. 
Les élections municipales de mars 1977 sont le premier scrutin où transparaît cette évolution : 52,6 % des suffrages exprimés se portent sur la droite (EDS, Union démocratique et Mouvement libéral calédonien essentiellement), 36 % sur les partis autonomistes (UC, UPM, PSC) et 11,5 % sur les indépendantistes (Palika et FULK), tandis que Jean-Marie Tjibaou se fait élire maire de Hienghène avec un programme clairement indépendantiste contre le sortant Yves de Villelongue. L'EDS perd deux autres de ses fiefs de la côte Est au profit de l'UC : Houaïlou, où Auguste Parawi-Reybas est battu par Alfred Wema, et Ponérihouen, où le sortant Jacques Lallut (élu en 1971 pour succéder à Doui Matayo Wetta) doit laisser son fauteuil de maire à Théophile Wakolo Pouyé (qui quitte peu de temps après à l'UC pour protester contre son évolution vers l'indépendantisme).   
En réaction, le 17 avril 1977, le conseiller de gouvernement EDS et fils de l'ancien sénateur RI Henri Lafleur, Jacques Lafleur, organise à Nouméa un grand congrès « à l'américaine » afin de fédérer les partisans du maintien de la Nouvelle-Calédonie dans la France. Le nouveau parti ainsi créé, le Rassemblement pour la Calédonie (RPC), ne met pas totalement fin à l'éclatement politique local puisqu'il regroupe essentiellement l'ancienne EDS (et notamment le maire de Nouméa Roger Laroque qui prend la présidence du mouvement, ou encore le sénateur Lionel Cherrier et les mélanésiens d'inspiration protestante de l'Association des indigènes calédoniens et loyaltiens français), des gaullistes et néo-gaullistes ayant quitté l'UD (Dick Ukeiwé), les jeunes giscardiens qui viennent de fonder en 1975 la section locale de Génération sociale et libérale (nouveau nom depuis 1974 des Jeunes Républicains indépendants : on trouve parmi eux de jeunes diplômés « caldoches » tels le substitut du procureur Pierre Frogier ou le journaliste Pierre Maresca), des Wallisiens et Futuniens (Petelo Manuofiua, de l'EDS) et des autonomistes non-indépendantistes (l'Union Kanak pour une Calédonie multiraciale, dite UK, de Willy Némia qui était l'un des membres fondateurs de l'Union multiraciale).